# José García de la Torre
José García de la Torre   (La Torre de Esteban Hambrán, 15 d'agost de 1774 - Madrid, 26 de maig de 1847) va ser un polític espanyol.

## Biografia
Llicenciat en dret, el 1816 fou nomenat alcalde de Casa i Cort, i el 1817 fiscal del Consell de Castella. Durant la primera etapa del regnat de Ferran VII d'Espanya ja amb el Trienni liberal va ser amb caràcter interí ministre de Gracia i Justícia entre març i abril de 1820 i, novament primer secretari de despatx, entre setembre i desembre de 1823.
Resident a Madrid, el 28 de maig fou nomenat acadèmic de la Reial Acadèmia de la Història, encara que ja n'era numerari des de 1816.